# Phora saigusai
Phora saigusai är en tvåvingeart som beskrevs av Goto 1986. Phora saigusai ingår i släktet Phora och familjen puckelflugor. Inga underarter finns listade i Catalogue of Life.